# Barbatula seyhanensis
Barbatula seyhanensis är en fiskart som först beskrevs av Banarescu, 1968.  Barbatula seyhanensis ingår i släktet Barbatula och familjen grönlingsfiskar. Inga underarter finns listade.